# 小川宮
小川宮（おがわのみや／こかわのみや、応永11年6月28日（1404年8月4日） - 応永32年2月16日（1425年3月6日））は、室町時代の日本の皇族。後小松天皇の第2皇子。母は日野西資国の娘・光範門院日野西資子。同母兄弟に、兄の称光天皇、妹の理永女王がいる。諱は伝わらず『本朝皇胤紹運録』はただ「皇子」とのみ記す。追号は竜樹寺宮。
称光天皇の儲君に治定され、その後継者とされていた（『本朝皇胤紹運録』『薩戒記』）が、元服を待たずに死去した。

## 生涯
はじめは単に「二宮」とだけ呼ばれ、父と同居していた。だが、宮は兄の称光天皇と同様に性格に難があり、かつその気性は兄より荒かった。
応永27年（1420年）1月3日、屠蘇を飲む御薬という新年祝賀行事の最中、妹の理永女王を「蹂躙」する事件を起こしている。「蹂躙」の内容は不明であるが、原因は「淫事ゆえ」とされるので性的な問題であるらしい。このことで父の勘気をこうむり、仙洞御所を逃げだし、母の養父である日野資教邸に逃げ込んでいる。同年10月には勘気を解かれ、勧修寺経興に預けられた。経興邸が小川亭と呼ばれたのにちなみ、以後は「小川宮」と称された。
経興邸に移住後、応永29年（1422年）3月に兄の称光天皇が危篤になり、8月に父と足利義持の間で話し合いが行われ、宮は儲君に決まった。その後、兄は病床から回復したが、かねてからの兄弟仲の不仲もあって、宮が儲君とされたことについて父や弟に対する怒りを隠さなかった。
応永30年（1423年）2月16日、童姿か女房姿に変装して武器を携帯したまま内裏に入ろうと計画していることが経興の通報で発覚し、内裏と仙洞御所で大騒ぎとなった。これは女性関係のもつれによる報復であったとされる。翌日、父は義持に宮をよくよく教訓してほしいと依頼している。
だが、同月22日には兄が飼育しかわいがっていたヒツジをひどくほしがり、強引に譲り受けておいて、即座に撲殺するという事件を起こしている。これは先日の企てを阻止された報復であったとされており、この一件で兄弟仲の不仲が世間で話題となった。そのようななかでも、義持は父子の間の関係修復に尽力し続けた。
応永32年（1425年）2月16日、翌月に元服を控えながら、22歳で急死した。あまりにも突然の死に毒殺の噂が立ち、経興が一時犯人として疑われた。
今出川公行の娘が側室として仕えていたが、子はなく、後光厳天皇の系統は後継者を失い、皇統はやがて崇光天皇の系統へと移った。